# Nemeseljárások
A nemeseljárások a fotográfiában használt pozitív eljárások egyik altípusa, a fényképészeti 'nyomatok' gyűjtőneve.

## Története
A fotográfia festőies korszakát szolgálták ki technikai értelemben, egyfajta tiltakozás volt a valósághűséggel szemben. Nagy kézügyesség és egyéni alakításmód szükségeltetett hozzá. 
1907-től gyorsan elterjedt, az 1910-es, 1920-as évekre tehető virágkora, elsősorban fotóművészeti célokra használták.

### Mérete
Nem meghatározható, mivel a negatívról bármilyen méretű pozitív kép készíthető, azonban ritka a 30x40 centiméteres, vagy ennél nagyobb.

## Típusai
- Brómolaj átnyomás
- Brómolajnyomat
- Carbonnyomat
- Enyvnyomat
- Guminyomat
- Olaj átnyomás
- Olajnyomat
- Ozobróm
- Ozotípia
- Pigmentnyomat
- Pinatípia
- Szénnyomat